# Jean Forné
Jean Forné, né Jean, Jacques, Joseph Forné le 13 février 1829 à Saint-Laurent-de-Cerdans (Pyrénées-Orientales) et mort à Fay-les-Étangs (Oise) en juin 1912, est un homme politique français. 

## Biographie
Jean Forné entame sa carrière de médecin à Amélie-les-Bains en 1855. Il y épouse Marie Hermabessière, plus jeune que lui de seize ans, et fille de l'ancien maire de la ville et propriétaire des thermes, Pierre Hermabessière.
Il est maire de la ville de 1870 à 1874 et de 1876 à 1886. Il est député des Pyrénées-Orientales de 1878 à 1885, siégeant au groupe de l'Union républicaine. Il devient par la suite percepteur, en poste à Nogent-sur-Marne en 1890.

## Mandats
Maire d'Amélie-les-Bains
- 1870 - 1874
- 1876 - 1886

Conseiller général du canton d'Arles-sur-Tech
- 1871 - 1874

Député des Pyrénées-Orientales
- 27 janvier 1878 - 27 octobre 1881
- 21 août 1881 - 9 novembre 1885